# Samsung Galaxy A Quantum
El Samsung Galaxy A Quantum es un teléfono inteligente fabricado por Samsung Electronics, presentado el 12 de mayo de 2020. Este teléfono es una versión modificada del Samsung Galaxy A71, que cuenta con un conjunto de chips QRNG con cifrado cuántico. Forma parte de la serie Samsung Galaxy A. El teléfono es compatible con la red 5G.

## Diseño
La pantalla está hecha de Corning Gorilla Glass 3. El panel posterior del teléfono está hecho de plástico brillante. El marco está hecho de metal (aluminio).
Tiene conector USB-C, altavoz, micrófono y conector de audio de 3.5 mm. El segundo micrófono se encuentra en la parte superior. En el lado izquierdo del teléfono inteligente hay una ranura para 2 tarjetas SIM o 1 tarjeta SIM y una tarjeta de memoria MicroSD. En el lado derecho están los botones de volumen y el botón de bloqueo del teléfono.
El Samsung Galaxy A Quantum se vende en 3 colores: Prism Cube Black, Prism Cube Silver y Prism Cube Blue.

## Hardware

### Procesadores
El teléfono tiene un procesador Samsung Exynos 980 y una GPU Mali-G76 MP5. El teléfono también tiene un conjunto de chips de seguridad QRNG, cuya característica es el método cuántico de encriptación de teléfonos inteligentes.

### Batería
Tiene una batería de 4500 mAh y soporte para carga rápida a 25 W.

### Cámara
Tiene una cámara cuádruple.

## Software
El Samsung Galaxy A Quantum ejecuta el sistema operativo Android 10 con la capa de personalización One UI 2.